# Paul Robert Lankhout
Paul Robert Lankhout ('s-Gravenhage, 3 november 1972) is een voormalig Nederlands hockeyer en hockeycoach.
Paul Robert speelde in de jeugd bij de Deventer Hockey Vereniging en speelde daarna achtereenvolgens bij Pinoké, Voordaan (Overgangsklasse) en vanaf 1998 bij Kampong in de Hoofdklasse. Hierna legde de strafcornerspecialist die ook eenmaal topscorer van de Hoofdklasse was, zich toe op het coachingsvak. Lankhout was onder meer als assistent-coach werkzaam bij Pinoké, Kampong en Tilburg. In het seizoen 2011/12 was hij de hoofdcoach van de mannen van Hurley, die laatste eindigden. Vanwege andere redenen zwaaide hij af.